# PAZZ Festival
Das PAZZ Festival ist ein internationales Theaterfestival in Oldenburg. Es wird seit 2008 alle zwei Jahre vom Oldenburgischen Staatstheater veranstaltet. Leiter des Festivals ist Thomas Kraus.

## Konzept
PAZZ ist ein internationales Performing Arts Festival, das alle zwei Jahre am Oldenburgischen Staatstheater in der und um die Exerzierhalle stattfindet. Wie Jazz für die freie Form in der Musik, steht PAZZ für die freie Form im Theater. Anders als viele kurzlebige Projekte will PAZZ eine langfristige Verbindung zwischen subventionierten Theaterstrukturen und der freien Theaterszene schaffen und diese in sinnvolle Arbeits- und Kooperationszusammenhänge bringen. Dabei sollen verschiedene, auch internationale, Arbeits- und Produktionsstrukturen zusammengeführt werden. PAZZ will internationale Zusammenarbeit weiterdenken, Musterbeispiele und -strukturen entwickeln und so neue Standards setzen. PAZZ ist kein Showcase-Festival, sondern ein Arbeitsfestival, eine Plattform, die den produktiven Austausch zwischen Künstlern, Kuratoren, Zuschauern, Politikern und Journalisten ermöglichen will.

## Programm
Das Programm des Festivals besteht sowohl aus freien Produktionen, als auch aus Koproduktionen und Produktionen des Oldenburgischen Staatstheaters. Mit dem Programm PAZZ IN PROGRESS realisiert das PAZZ die Zusammenarbeit mit freien Gruppen als Koproduktionspartner – 2012 stehen mehrere Koproduktionen als sichtbares Ergebnis dieses Programms auf dem Spielplan (Mammalian Diving Reflex – The Best Sex I’ve Ever Had, Theatre Replacement – Dress Me Up In Your Love) Zudem werden während des Festivals neue Produktionen erprobt werden, um anschließend die vorläufigen Ergebnisse dieses Prozesses zu präsentieren (Metro Boulot Dodo – Call Me: When You Get There, Ant Hampton – Elsewhere, Offshore). 2012 bietet man mit PAZZ IN PROFILE dem britischen Künstler Ant Hampton und der kanadischen Theatergruppe Mammalian Diving Reflex die Möglichkeit ihr künstlerisches Profil und ihre Arbeitsweise in einer ausgewählten Werkschau zu zeigen. 
In der eigens für PAZZ 2012 errichteten Container City vor der Exerzierhalle entsteht aus Frachtcontainern ein Freiraum den Besucher und Künstler gemeinsam benutzen können. Sie ist Spielstätte, Info-Zentrum und Aufenthaltsort zugleich. Im Tranzzfer-Containercontest werden 3 ausgewählte Aktionen und Installationen gezeigt, die die Möglichkeit einer Begegnung zwischen Zuschauern und Künstlern bieten. In den Containergesprächen soll eine Auseinandersetzung mit den gesehenen Produktionen stattfinden, eingebettet in Diskussionen zu Themen des zeitgenössischen Theaters. Künstler, Festivalleiter, Dramaturgen und Journalisten kommen zu einem Austausch zusammen. 

## Rahmenprogramm
Das Rahmenprogramm des PAZZ Festivals besteht aus Auftritten lokaler und überregionaler Bands und aus einem Angebot von Workshops, Seminaren und ab 2012 Containergesprächen, sowie einem Open Air Kino. Während PAZZ 2010 fand ein von der Kulturstiftung des Bundes veranstaltetes Treffen deutscher Theater statt, die für Kooperationen mit ausländischen Theatern im Wanderlust-Fonds für internationale Theaterpartnerschaften gefördert werden. 
2012 findet bei PAZZ die öffentliche Jahreskonferenz der Dramaturgischen Gesellschaft während des Festivals statt, in der über das Verhältnis von Kunst und Forschung, und das zunehmende Interesse der Kunst an den Wissenschaften diskutiert wird. Außerdem widmet sich das PAZZ 2012 mit dem Übersetzungsprogramm GETTING ACROZZ dem Problem der sprachlichen Übertragung fremdsprachiger Theaterproduktionen für ein lokales Publikum und der Frage, wie die Vermittlung gestaltet werden kann, um den besonderen künstlerischen Anforderungen gerecht zu werden. In diesem Rahmen werden auch alle Produktionen die während Festivals 2012 gezeigt werden neu und auf teilweise überraschende Weise übertragen. 

## Förderung
Das PAZZ Festival wird 2012 gefördert durch die Kulturstiftung des Bundes, sowie durch das Nationale Performance Netzwerk (NPN), die Landessparkasse zu Oldenburg, den British Council und CEWE Color. Das Oldenburgische Staatstheater wird gefördert durch das Niedersächsische Ministerium für Wissenschaft und Kultur und die Stadt Oldenburg.